# Pseudanthias rubrolineatus
Pseudanthias rubrolineatus är en fiskart som först beskrevs av Pierre Fourmanoir och Rivaton, 1979.  Pseudanthias rubrolineatus ingår i släktet Pseudanthias och familjen havsabborrfiskar. Inga underarter finns listade i Catalogue of Life.